# James Allen
James Allen (Liverpool, 5 november 1966) is een Brits Formule 1-commentator die sinds 2002 samen met Martin Brundle actief is op televisiezender ITV. Hij studeerde aan de Universiteit van Oxford.